# Regesta Imperii
A Regesta Imperii, gyakran RI-ként rövidítve, a német és az európai történelem alapművei, regeszta formájában.
Időrendbe szedett leltárok a római-német királyok valamennyi okirati- és történetírásos forrásáról, a Karolingoktól I. Miksáig, valamint a kora- és későközépkori pápákig. A forrásokat regesztaként gyűjtik és rendezik, amelyek a oklevelek formájának és tartalmának, valamint a historiográfiai híreknek a tömörített változatban történő pontos reprodukcióját ábrázolják. Tehát a regeszták nem a források különálló tudományos-kritikus kiadásai, hanem eszköz azok eléréséhez.
A projektet Johann Friedrich Böhmer frankfurti városi könyvtáros alapította, ami 1829-ben úgy indult, hogy a német császárok és királyok dokumentumainak összegyűjtötte és dokumentálta. Ebből az eredetileg a Monumenta Germaniae Historica keretein belül tervezett dokumentumkiadások előmunkáiból alakult ki a Regesta Imperii, mint önálló mű. Míg a dokumentumkiadásokban a rövid regeszta formát használják, a Regesta Imperii számára a teljes regeszta formát fejlesztették ki. A régebbi kötetek csak a német királyok és császárok dokumentumait mutatják be. A korábbiak dokumentálják a krónika forrásdokumentumokat és más kiállítók dokumentumait is a német birodalom történetéről. Bajor Lajosnál, III. Frigyesnél és Wenzelnél az anyag gazdagsága miatt lemondtak a historiográfiai források figyelembevételéről. Ezen uralkodók regeszta adatai archívumokban és könyvtárak szerint kerülnek közzétételre. I. Miksa esetében a teljes anyagnak csak körülbelül egyötödét kell feldolgozni.
A projekt magában foglalja az RI-Opac irodalmi adatbázist, amelyben jelenleg (2018. február) több mint 2,25 millió címadat van, mindenek előtt az egész európai terület középkori történetére.
A nyomtatott kötetek nagy része digitalizált és online hozzáférhető. Ezenkívül a nyomtatott kiadások képei is elérhetők.
A Regesta Imperii átdolgozása a Mainzi Tudományos és Irodalmi Akadémia (AdW-Mainz) és a Regesta Imperii munkacsoport feladata az Osztrák Tudományos Akadémia bécsi középkorral foglalkozó kutatóintézetében (Österreichische Akademie der Wissenschaften).

## Fordítás
Ez a szócikk részben vagy egészben  a   Regesta Imperii című német Wikipédia-szócikk ezen változatának fordításán alapul.  Az eredeti cikk szerkesztőit annak laptörténete sorolja fel. Ez a jelzés csupán a megfogalmazás eredetét és a szerzői jogokat jelzi, nem szolgál a cikkben szereplő információk forrásmegjelöléseként.